# Crenea
Genre
Classification APG III (2009)
Synonymes
- Cuphaea Moench, orth. var.
- Melanium Aubl.
- Melvilla A.Anderson
- Parsonsia Aubl.[1]

Crenea est un genre de plantes à fleur de la famille des Lythraceae originaire d'Amérique tropicale. Il comprend 2 espèces, et dont l'espèce type est Crenea maritima Aubl..

## Liste des espèces
Selon GBIF (14 février 2022) :
- Crenea maritima Aubl.
- Crenea patentinervis (Koehne) Standl.

## Taxonomie
Le genre Crenea a été rattaché au genre Ammannia (en) sur la base d'analyses moléculaires en 2021.

## Protologue

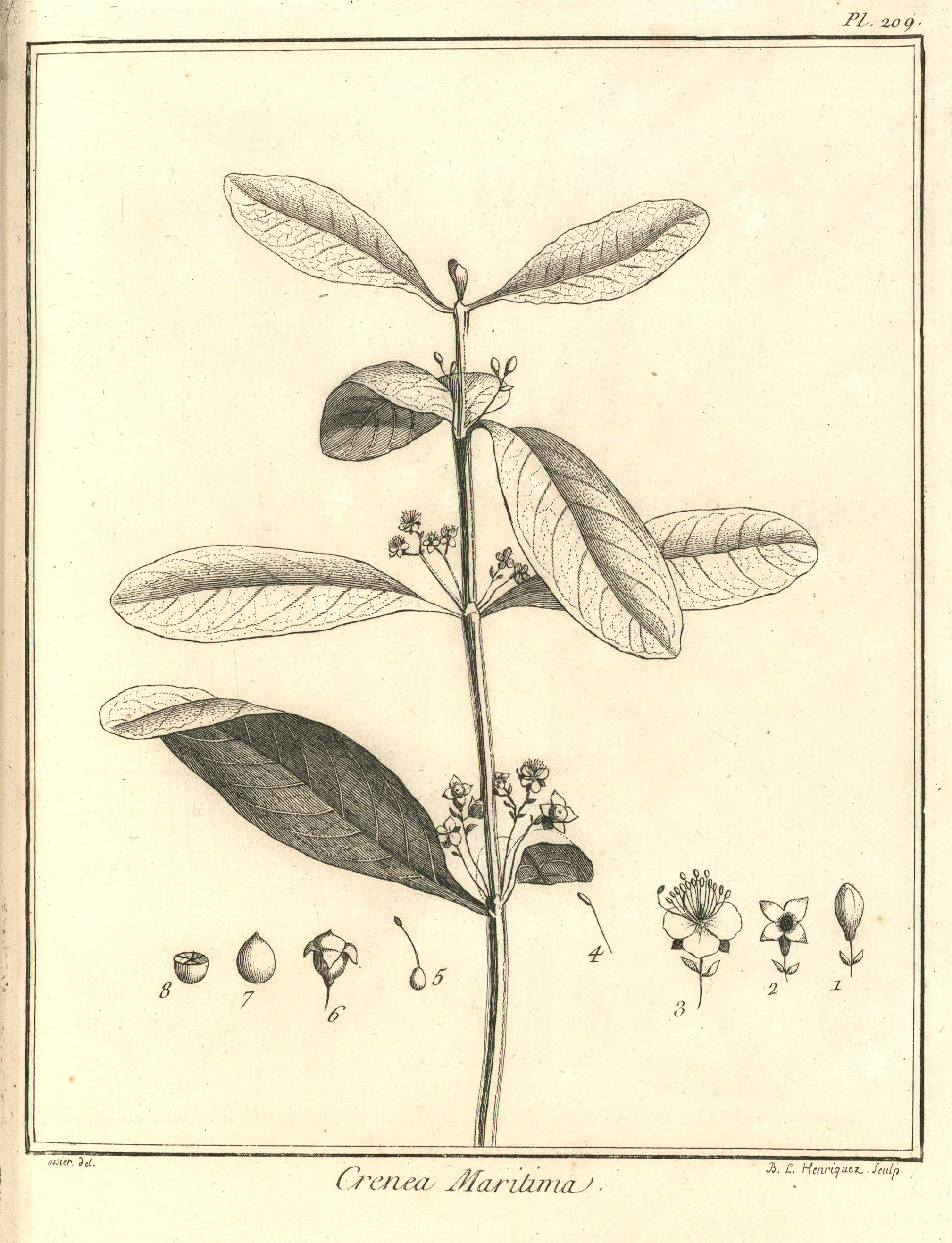
Crenea maritima : Planche 209 accompagnant la description du genre Crenea par Aublet (1775)
Planche 209. - 1. Bouton de fleur. Pédoncule, garni & deux écailles. - 2. Calice. - 3. Fleur. - 4. Étamine. - 5. Ovaire. Style. Stigmate. - 6. Capſule renfermée dans le calice. - 7. Capſule. - 8. Capſule coupée en travers, dans laquelle on voit cinq loges.

En 1775, le botaniste Aublet propose le protologue suivant : 
« CRENEA. (Tabula 209.)

CAL. Perianthium monophyllum, concavum, quadripartitum, laciniis ſubrotundis, acutis. 
COR. tetrapetala, alba, petalis ſubrotundis, calici intrà diviſuras inſertis. 
STAM. Filamenta quatuordecim, oblonga, infrà petala calici inſerta. Antheræ ſubrorundæ, biloculares. 
PIST. Germen orbiculatum, calicis fundo adnatum. Stylus longus. Stigma oblongum, craſſiusſculum. 
PER. Capsula quinque-locularis, calice obvoluta. 

SEM. plurima, minutiſſima. »
— Fusée-Aublet, 1775.